# The Adventures of Teddy Ruxpin
Las aventuras de Teddy Ruxpin (The Adventures of Teddy Ruxpin en inglés) es una serie animada televisiva creada en Estados Unidos, basada en el oso de peluche animatrónico Teddy Ruxpin creado por Ken Forsse y distribuido por el fabricante de juguetes Worlds of Wonder. Fue producida para su redifusión en televisión por DiC Entertainment con Atkinson Film-Arts con muchos de los mismos actores de voz utilizados en la serie de libros y cintas que se hicieron para el juguete animatrónico epónimo. Si bien algunas de las historias usados en la serie de televisión fueron adaptadas de los libros, muchas de ellas fueron originales y ampliaron en gran medida el mundo establecido allí. La serie difirió de las animaciones infantiles tradicionales en que en la mayoría de sus 65 episodios fueron serializados en lugar de la forma tradicional episódica.
En Estados Unidos la serie fue distribuida originalmente por LBS Communications. Hoy en día, todos los derechos de distribución internacional de la serie están en manos del distribuidor DLT Entertainment de Don Taffner.

## Argumento
Las aventuras de Teddy Ruxpin sigue la historia del joven Teddy Ruxpin, que deja su hogar en la isla de Rillonia con su mejor amigo Grubby, para seguir un mapa antiguo que lo conduce a buscar una colección de cristales en el territorio continental de Grundo. Con la ayuda de su nuevo amigo Newton Gimmick, Teddy Ruxpin y Grubby descubren los poderes mágicos de lo que resulta ser un tesoro ancestral, así como una organización con la ambición de usarlo para el mal, conocida como M.A.V.O. (abreviaturas en inglés de Monsters and Villains Organization, Organización de Monstruos y Villanos). En el camino, Teddy se entera de la larga historia de su especie, perdida hace mucho tiempo, y de pistas de la ubicación de su padre desaparecido.

## Personajes

### Personajes principales
Los tres protagonistas principales, a menudo denominados colectivamente como El trío:
Teddy Ruxpin
Voz: Phil Baron (inglés)
Un joven ilióptero (de aproximadamente 15 años) cuyos padres desaparecieron cuando él era niño. Él llega a Grundo para seguir un mapa de tesoro. Al igual que otros illiopteros, es amable y simpático. Él ama la aventura.
Grubby
Voz: Will Ryan (inglés)
Un octópodo de la misma edad de Teddy. Ellos son muy buenos amigos. Conocido por su gran apetito, él le gusta cocinar y comer guisado de raíz y otras comidas hechas con raíces (que por lo general no tienen buen sabor para la mayoría de la gente). Aunque no es el más valiente o el más inteligente de los amigos de Teddy, siempre está junto a él.
Newton Gimmick
Voz: John Stocker (inglés)
Un inventor calvo con un pequeño problema de tartamudeo y una definición amplia pero cuestionable de «ciencia». También es un poco distraído. A menudo se refieren a él como Gimmick.

## Los siete cristales de Grundo
| Cristal                         | Habilidad                     |
| ------------------------------- | ----------------------------- |
| Primer cristal (Imaginación)    | Reducción y crecimiento       |
| Segundo cristal (Honestidad)    | Duplicación                   |
| Tercer cristal (Confianza)      | Invisibilidad                 |
| Cuarto cristal (Valentía)       | Generador de oxígeno          |
| Quinto cristal (Amistad)        | Alteración de la velocidad    |
| Sexto cristal (Libertad)        | Capacidad de vuelo            |
| Séptimo cristal (La caja negra) | Restaurar y borrar la memoria |

## Episodios

### Lista de episodios
1. The Treasure of Grundo -
2. Beware of the Mudblups -
3. Guests of the Grunges -
4. In the Fortress of the Wizard -
5. Escape from the Treacherous Mountain -
6. Take a Good Look -
7. Grubby's Romance -
8. Tweeg's Mom -
9. The Surf Grunges -
10. The New M.A.V.O. Member -
11. The Faded Fobs -
12. The Medicine Wagon -
13. Tweeg Gets the Tweezles -
14. The Lemonade Stand -
15. The Rainbow Mine -
16. The Wooly What's-It -
17. Sign of a Friend -
18. One More Spot -
19. Elves and Woodsprites -
20. Grundo Graduation -
21. Double Grubby -
22. King Nogburt's Castle -
23. The Day Teddy Met Grubby -
24. Secret of the Illiops -
25. Through Tweeg's Fingers -
26. Uncle Grubby -
27. The Crystal Book -
28. Teddy and the Mudblups -
29. Win One for the Twipper -
30. Tweeg Joins M.A.V.O. -
31. The Mushroom Forest -
32. Anything in the Soup -
33. Captured -
34. To the Rescue -
35. Escape from M.A.V.O. -
36. Leekee Lake -
37. The Third Crystal -
38. Up for Air -
39. The Black Box -
40. The Hard to Find City -
41. Octopede Sailors -
42. Tweeg the Vegetable -
43. Wizard Land -
44. The Ying Zoo -
45. The Big Escape -
46. Teddy Ruxpin's Birthday -
47. Wizard Week -
48. Air and Water Races -
49. The Great Grundo Ground Race -
50. A Race to the Finish -
51. Autumn Adventure -
52. Gimmick's Gizmos and Gadgets -
53. Harvest Feast -
54. Wooly and the Giant Snowzos -
55. Winter Adventure -
56. Teddy's Quest -
57. Thin Ice -
58. Fugitives -
59. Musical Oppressors -
60. M.A.V.O. Costume Ball -
61. Father's Day -
62. The Journey Home -
63. On the Beaches -
64. L.B.'s Wedding -
65. The Mystery Unravels -